# 勇者が死んだ!
『勇者が死んだ！』（ゆうしゃがしんだ）は、スバルイチによる日本の漫画作品。副題は『村人の俺が掘った落とし穴に勇者が落ちた結果。』。2014年12月16日から2020年12月14日にかけて、『裏サンデー』および『マンガワン』（いずれも小学館）にて連載された。その後、最終回の1年半後を舞台としたスピンオフ『勇者が死んだ！-神の国編-』が、『マンガワン』では2022年5月9日より、『裏サンデー』では同月16日より連載中。

## あらすじ
3年前、勇者シオン・ブレイダンが聖剣の力により地獄の門を封印したことで、人と悪魔との闘いが終結した。しかし時は経ち、再び地獄の門が開いてしまい、世界各地に悪魔が現れ人々を襲撃するようになった。
地獄の門が開いてから3か月後、チェザ村の農夫トウカ・スコットは自分が掘っていた落とし穴によりシオンを死なせてしまい、村人と共に勇者を埋めて証拠隠滅を図るも、屍術師のアンリ・ヘイズワースによってシオンの死体に精神を移されてしまう。そして、死にたくなければシオンに代わって世界を救うよう脅迫され、幼馴染のユナ・ユニスと共に地獄の門を封印するために旅立った。

## 登場キャラクター
声の項はテレビアニメ版の声優。

### 主要キャラクター
トウカ・スコット
声 - 加藤渉、土岐隼一、鷲見昂大、橘杏咲（幼少期）
本作の主人公。16歳。チェザ村では農夫として大根を育てていた。
スケベな性格のフトモモフェチであり、ムッチリした女性には事あるごとにニーソックスを履かせようとし、しまいには大根にも履かせたことがある。
悪魔対策に掘っていた落とし穴により勇者シオンを死なせてしまったことで、アンリの手で自分の精神をシオンの死体に移され、シオンの代わりに世界を救う旅に出ることになった。自身の肉体はアンリにより「生者の棺」に封印されている。
スローライフな生活を望んでいるため危険な冒険に出る事は嫌がっており、減らず口も多い。しかし仲間の事は大切に思っており、善人を見捨てられるような性分でもない為、根元の部分では熱い性格と言える。
肉体はシオンのものだが、魔力レベルは幼児並みの1しかない上に剣の技術も高くはない。しかし戦いでは機転を利かせ、聖剣の形状変化による奇策や敵の行動を読んで罠に嵌める戦法を得意としている。
中央大陸のエルバニア出身。5年前に傭兵の父親が北大陸まで火事場泥棒に行くため、母親と共について行くも、戦火に巻き込まれて父親とはぐれ、4年前に母親とは死別してしまったが、3年半前に盗賊のエセル・ボーグナインに弟子入りして罠と短剣の技術を学んでいる。
前述の通り魔力レベルは低く、シオンの肉体でなければ聖剣を扱うことも出来なかったが、王都での戦いで一時的に魔力が急上昇した際に、聖剣から次の勇者にふさわしい者として勘違いされたことで、どんな肉体でも聖剣を扱えるようになっている。また、賢者の島での特訓を経たことで、魔力レベルは成人並みの3まで成長した。
アンリ・ヘイズワース
声 - 竹達彩奈
かつてシオンと共に冒険をしていた屍術師の少女。12歳。白い髪と赤い瞳が特徴。常に鼻水が出ている。
シオンから「自分の死後、世界を救えると確信した相手に身体を引き継いで欲しい」と言われており、シオンを（事故的に）殺したトウカの実力を見込んで屍術を使って精神を移した。
かなり天然な性格で騙されやすいが、魔力レベルは9であり、大魔術師級と言われる程の魔力を有する。戦闘では遠隔屍術と憑依屍術を駆使するほか、剣で悪魔を倒したこともある。
禁術指定されている屍術を使うため、民衆からは迫害され、3年前にシオンに同行していたことは当時の仲間しか知られておらず、今回も遠くから見守るだけに留めていた。また、屍術師特有の歪んだ倫理観などにより、シオン以外の仲間からも悪魔扱いされていた。しかし、自分の素性を知ったうえで受け入れてくれたトウカには、「ムッチリしたフトモモ美少女に成長したら、旅が終わった後に自分と村でスローライフを送る」という言葉を真に受けて懐いている。その後の冒険を通して関係が深くなり、フトモモ美少女に成長していなくても一緒にいる約束を交わした。しかし、地獄でロゼリア王国の騎士から「人間と屍術師は共存できない」という真実を聞き、地獄の門を封印して屍術師は地獄へ帰るべきだと決意した。トウカに地獄の門を躊躇いなく封印してもらうため、最終的に自分の命を切り捨てる事を前提として、手に入れた魔王の死体を用いてあえて兄のフリードリヒ・ノルシュテイン達の味方についてトウカ達と敵対した。
ユナ・ユニス
声 - 山村響
トウカの幼馴染の少女。17歳。スタイル抜群で、トウカからはよくフトモモを狙われており、その度に鉄拳制裁するなど手が早い性格。
3年前に悪魔から襲われているところをシオンに助けてもらったことでファンとなった。勇者の冒険に憧れており、シオンへの恩返しも兼ねてトウカ、アンリと一緒に世界を救う旅に出た。
5年前まで魔術師に憧れており、「魔法少女マジカルユナリン」を名乗ってごっこ遊びに興じていたが、現在では黒歴史となっている。
魔力レベルは子供並みで2しかなく、戦闘では武闘家として肉弾戦を行っている。父親のフィエリ・ユニスからは魔術と関わることを禁止されていたが、実はかつて「魔女」として覚醒していたためで、常に身に着けている「破魔の石」を外すと、高い魔力があふれ出し肉体が耐えられず、1年もせずに死んでしまうからだった。そのため、戦う意志を持って魔力を解放すると、妹のミリィ・ユニスのかけた変装の魔術によってマジカルユナリンの服装になり、魔力レベルは50となり、自身の肉体に負荷がかかることと引き換えにドラゴンをも一撃で倒せる程になる。
エルバニア出身で、父親が武術の名門の家系、母親は街の領主の娘の貴族の生まれ。10年前、普段から傷の絶えないトウカが気になって声をかけていた。トウカのことは手のかかる弟のように思っていたが、エルバニアの廃墟でトウカが必死に助けてくれた後は、異性として意識するようになっている。
マルグリット・ファロム
声 - 久保ユリカ
ファロム王国の第3王女。16歳。右目の泣き黒子と黒いロングストレートの髪が特徴。
国王である父親から勇者と結婚することを期待されており、幼少時から学問、武芸、芸術、礼儀作法などあらゆる教育を施されてきた。厳しく育てられたため内心ではストレスを抱えており、「魔漏症」を患ってしまった。そのため一度に大量の食事を摂る必要があり、その際は丸々と太ってしまう。後に魔漏症は治ったが、大食いして太ってしまう癖はそのまま。
シオンには憧れと敬意を抱いていたが、後にシオンの肉体に入ったトウカと知り合い、仮面祭でのデートを通して好意を持った。後にシオンが死んでいることを知った際は大きなショックを受けたが、トウカから命がけで庇ってもらえたことで恋心を抱くようになり、冒険に同行することにした。
お淑やかで一途な性格だが、嫉妬深く思い込みが激しい面がある。冒険が終わった後はトウカを勇者として迎え入れ、結婚するつもりでいる。
戦闘では射手として魔導弓を扱う他、剣や槍も得意としている。また、幼少期からの教育係であるアイザック・ガードナーの指導により、ファロム流術を用いて戦う事があるが、その中には脱衣術など一風変わったものも存在する。魔力レベルは7であり、氷の散弾の魔術を扱う上、賢者の島での特訓と実戦を経て、剣と盾を生む上級魔術を習得した。剣は注いだ魔力に応じて巨大化し、斬った相手の魔力を回復させ、過剰に回復させることで魔力中毒にして気絶させることが可能。盾は物理的な攻撃には弱いが、魔術や魔力で出来た物質を自分の魔力に変換する事が出来る。
エセル・ボーグナイン
声 - 大原さやか
賞金首の盗賊の女性。29歳。髪で左目が隠れている。
3年半前に北大陸でトウカから弟子入りを懇願され、エルバニアへの道中の数か月間で罠とサバイバルの知識を叩き込んだ。
3か月前に地獄の門が開いた現場に立ち会わせており、何らかの理由により考え方が変わって屍術師達と手を組み、勇者一行を暗殺しようとした。しかし、トウカの機転により返り討ちに遭い、現在の勇者がトウカであることを知ってトウカ達に協力することにした。
その後も屍術師達が世界を正しい方向に導くという考えは変わっておらず、エルバニアでの戦いの後は一旦トウカ達から離脱したが、手を組んでいたロゼリア王国が強大な力を手に入れて世界を恐怖で支配しようとしていることに気付いたため、地獄の門まで再び協力することになった。
魔力レベルは8と上位魔術師級で、屍術の魔晶石を所有しているため屍術を使う。敵と戦う際は二重三重の罠を用意して追い詰めるが、意外と甘いところがあり、そこをトウカにつけこまれることもある。
魔王の左腕を自身の体に移植しており、それを隠すため常に手袋を付けている。

### 旧・勇者パーティ
シオン・ブレイダン
声 - 土岐隼一
聖剣に選ばれ、かつて世界を救った勇者の少年。16歳。
3年前に聖剣を用いて地獄の門を封印したが、封印が解かれたことで各地の悪魔を退治する旅を続けていた。
肉が好物で、肉の前では隙だらけになってしまうため、トウカの仕掛けた焼き肉と落とし穴の罠にかかって死んでしまう。生前にアンリに「自分が死んだらこの肉体を他人に使ってもらいたい」と言い遺しており、以降は自身の死体にトウカの精神が乗り移った状態で活用されている。
わけ隔てなく誰にでも接するお人よしな性格の持ち主。魔力レベルは10を誇り、人間の限界級の魔力を有しており、人間離れした戦闘センスと類稀なカリスマ性で絶大な支持を得ているが、世界を救った後も何の見返りも要求しない無欲な人間で、トウカからは胡散臭く思われている。
実はその精神は失われておらず聖剣に宿っており、「聖剣の世界」でトウカの精神と出会ったことで、トウカの肉体を使って一時的に蘇ることができた。その後は聖剣を通してトウカに意思を伝えることが可能となり、冒険の助言をしている。
3年前に地獄の門を封印した際に戦の神フェムリアから屍術師の真実を聞かされ、地獄の門を封印すると屍術師が数年で死ぬことを知り、アンリのために地獄の門をわざと3年だけで封印が解けるようにしていた。その結果大勢の人が死んでしまったため一人で罪悪感を抱えており、トウカの落とし穴にかかった時も実は回避することもできたが、逃避のために敢えて死ぬことを選んでいた。聖剣の世界でトウカに真相を告白し、「二人いれば立派な勇者になれる」とトウカに励まされた事で救われ、改めてトウカの仲間に入り最後まで一緒に戦う事を約束した。
姉のブリジット・ブレイダン、幼馴染のベアトリーチェとは3年前の冒険で一緒だったが、二人とも冒険の最中に命を落としてしまっている。
アンリ・ヘイズワース
上記参照。
カイル・オズメント
声 - 中村悠一
剣士。23歳。大陸有数の貴族の長男で、かつてはシオンの右腕としてサポートしていた。
高い実力と美しい容姿によるカリスマ性を持ち、「神に愛された男」と自称するほどの強い自信家。しかし聖剣には選ばれなかったため、シオンには劣等感と歪んだ愛情を抱いており、アンリが仲間になった後はシオンを殺害して屍術で肉体を奪うことを画策していた。
ベルンの町でトウカ一行と遭遇し、偽勇者と疑われていたトウカを助けるものの、実はトウカを殺害してシオンの肉体を奪う計画を立てていた。しかし返り討ちに遭い、王都にて全裸で市民を煽動して闊歩していたところを投獄された。
その後はエルバニアでの事件解決のためシルエラ・カルメン達と協力し、トウカの窮地に駆け付けた。それ以降はトウカのパーティに同行し、共に戦っているが、内心ではシオンの肉体を奪うことを諦めておらず、トウカの暗殺を試みている。しかし、トウカに暗殺の件がバレてしまい、シオンにバラさないことを条件に旅の仲間として協力するよう脅迫されている。
戦闘では剣を用いる他、レベル10という高い魔力を活かして、魔力で作った短剣を自在に操作して敵を切り刻む魔術を使用する。また、上級魔術として、剣を天使の形に変えて操作する魔術を使用できる。この天使は翼が生えており空中を自在に動かせる上、魔力物質でしか対抗できない。また、賢者の島ではマルグリットからファロム流脱衣術「空蝉」を教わり、更にカイル流着衣術「神衣」を開発したことで、敵の攻撃を連続して回避することが可能になった。
かつてはシオンの肉体を奪って頂点に返り咲くことしか考えていなかったが、ただの農夫だったトウカに敗れ、単純な能力では測れない強さがあることを知ったことで、天使に自分を抱えさせて飛行する戦法を習得した。
ドロシー・エレオノーラ
声 - 直田姫奈
魔術師の女性。現在はミリィのパーティに所属している。
高い魔力を持ち、戦闘では土魔術で生み出した巨大なゴーレムで戦うが、魔力の回復を効率化させるため一日の大半を寝て過ごしており、戦闘中でも眠ってしまうことがある。
エルバニアの事件の後、賢者の元へ案内するためトウカのパーティに参加した。
実は人間ではなく魔導生物であり、元はニコラ・ルルスとリプリーの飼っていた黒猫。魔導学院の学院長から見せしめのため8年前に殺害されていたが、ニコラとリプリーの手により蘇らせられたものの、人間の肉体を持ってしまった。二人には母親のように接していたが、猫の時の記憶は持っておらず、ニコラの死者蘇生の実験にも反対していたため、ニコラから決別されてしまう。
賢者の島では、ディアナ・フィリオンによって操られてしまい、トウカやニコラたちと敵対してしまうものの、これまでの冒険を通して精神が成長していたため、自分の意識を取り戻す事が出来た。その後はニコラと和解し、島の魔導生物たちの寿命を延ばすために島に残ることになった。
ニコラ・ルルス
魔術師の最高位である「賢者」と呼ばれる少女。報奨金を用いて無人島を買い取り、一人で住んでいる。
トウカ達の魔力レベル向上を頼まれ、修行の場として自身の島を提供して「魔物」との戦闘を命じる。
7歳の時魔女として覚醒してしまい、両親から見放され生きる意欲を失っていたが、魔導学院の学院長のクロード・ヴァンスから魔力レベルを30から9まで抑える首飾りを与えられ、魔導学院に引き取られた。しかし学院長がニコラを引き取ったのは自身の研究に利用するためであり、過酷な実験のモルモットとなった。そこで同じ魔女のリプリーと出会い、二人で賢者を目指して学院のトップの成績を修め、生きる希望を取り戻した。3年前に魔導学院が四大魔公によって襲撃され、リプリーを失ってしまうが、シオン達に助けられてパーティに入った。
地獄の門を封印した後はリプリーを蘇らせるため、屍術師達に協力する見返りに魔導生物の材料の提供を受け、島で魔導生物を作り実験を繰り返していた。しかしその反面、自分の都合で命を作り出していることに後ろめたさを感じており、トウカにそれを指摘され、今までとは違う方法でリプリーを蘇らせることを決意した。
レナード・クレイヴン
シオンの幼馴染。武闘家の好青年 。21歳。一人でアラードの大迷宮を冒険していたところをトウカたちと遭遇し、これまでの経緯を聞いて仲間となった。
威力を損なわずに魔術を遠方まで飛ばせる「魔導靴」を装備し、風魔術の魔晶石を装着させることで真空の刃で攻撃する「風刃脚」という技を用いる。他にも旋風の魔晶石を持ち、魔導靴との併用で広間を覆うほどの砂嵐を巻き起こすことも可能。また、「魔導篭手」という魔道具も装備しており、魔術を一点に集中させ拳の先に留め、頑丈な悪魔でも貫く一撃を放てる。
幼いころに両親に捨てられ、盗賊団に拾われた後こき使われるだけの日々を過ごしていたが、10年前にシオン、ブリジット、ベアトリーチェ達が盗賊団を退治したことでシオンに憧れ、仲間となった。ブリジットとは結婚を約束する仲だったが、3年前に屍術師にブリジットを殺害されてしまい、屍術師の存在を受け入れる事が出来ず、アンリにも未だに心を許せていない。
屍術師への憎悪が高じる余り、屍術師が支配しているファロム王国を敵視し、ロゼリア王国とは密かに内通しており、確実に魔王の死体を手に入れるため聖剣を使える勇者に懸賞金をかけていた。自分の正体がトウカ達にバレた後はアンリを人質にとり、トウカを脅迫して地獄へ行き、魔王の死体を手に入れようとするも、トウカの肉体に入ったシオンにアンリを奪還され、トウカ達と対決。「神造武具」の一種である戦神の鎧を纏って戦った。屍術師への復讐心に囚われ、どれだけ犠牲が出ても世界を平和にすると決意していたが、ニーソックスを用いたトウカに敗れた事で改心。ファロム国王の攻撃からトウカ達を庇って消息不明となった。
ブリジット・ブレイダン
シオンの姉。髪型はポニーテール。シオンとは違って不真面目で適当だが、快活な性格だった。
3年前の冒険の最中、北大陸でレナードから告白され、結婚を約束したが、その数日後に屍術師から不意をつかれ、死亡した。

### 王都ルーメン
ラークヴァルト13世
声 - 楠大典
ファロム王国の国王。マルグリットの父親。地獄の門が開く前は北の大国アラードと争っていた。好戦的な性格で、3年前の戦いでは自ら前線に出て戦っており、実力は王国の「四騎士」に匹敵すると言われている。3年前に数々の功績を上げながらも見返りを求めなかったシオンを真の英雄と評価している。
トウカ達が王国を去る際は、魔力で動く魔導車を提供した。その後トウカ達の支援のため、エルバニアに拠点を構えている屍術師達に騎士団と魔導艦を出撃させる許可を出した。
マルグリットにすら隠していたが、実は1000年前から地上にいる4人の屍術師の内の一人であり、ずっとファロム王国を統治してきた。特殊な遠隔屍術を用いて大陸中にゾンビを放っている。シオンを含む、地獄の門を封印し、自身の正体を知った勇者には褒美を与えて懐柔したり、大陸中にゾンビを潜ませている事実を知らせて、一般人を人質にとって刃向かわないよう脅迫していた。
遠隔屍術を極めており、他の屍術師と違ってゾンビを喋らせたり疑似人格を与えて会話をさせることが可能。更にゾンビの動きはシオン並みで、どんな魔術でも触れることができ、ロゼリア王国の兵士や大迷宮にいた傭兵の集団をゾンビ一体だけで壊滅させるなど、計り知れない実力の持ち主。
アイザック・ガードナー
声 - 青木崇
マルグリットの教育係。右目に眼帯をしている。
生真面目な性格で、マルグリットを厳しく教育してきたが、マルグリットが魔漏症になってしまったことに責任を感じている。一方で過保護な一面があり、マルグリットが不真面目なトウカと親しくなることを快く思っていない。
リーランドが倒された後は、孤児院の院長の後任を引き受けた。また、マルグリットを心配しつつも、冒険に出るため協力している。
侍女の教育係も行っており、多くの人々から慕われているが、ファロム流脱衣術「空蝉」により町中でよく全裸になってしまうため、何度か幽閉されている。
実はファロム国王と同じく1000年前から地上にいる4人の屍術師の内の一人。
シルエラ・カルメン
声 - 金田愛
ファロム王国最強の四人の戦士「四騎士」の一人。褐色肌でツインテールの女性。22歳。元は南大陸で奴隷の出自であり、10年前にアイザックに救い出されていた。雷の魔術を触媒によって収束させ剣の様に操る事から「雷剣のシルエラ」と言われている。
王都での事件では油断したところを上級悪魔に敗北し、トウカに馬鹿にされたため怒りをぶつけている。その後は屍術師達の調査を担当し、エルバニアでは自身も戦場に出向き戦った。そこで出会った冒険者の双槍のベラーコを（過剰に）信頼し、少数で調査を続けている。
屍術師達の拠点でロゼリア王国将軍のフレデリック・グルンベルグに発見されてしまうものの、ベラーコがロゼリア王国第一王子であることが判明し、フレデリック達のクーデターに協力するためアラードの大迷宮に眠る魔王の死体を屍術師達よりも先に手に入れることにした。
地獄の門でファロム国王が屍術師である証拠を発見し、更にファロム国王が簡単に自分の部下を殺す姿を見て、ファロムと敵対する事を決意した。
リーランド・トールマン
声 - 小林親弘
孤児院の院長。眼鏡をかけた柔和な男。
孤児院の子供たちには優しく接しており、元侍医でもあるためマルグリットからは家族同然に思われている。
実は屍術師達に協力しており、王都の国民を大量に殺害していた。幼少時に透視の魔術を使ったことで性癖が歪み、「救済」と称して大勢の人間を骨だけの存在にしようと目論んでいる。マルグリットの骨は特に気にいっており、仮面祭の際に屍術を用いて事件を起こし、マルグリットを誘拐して結婚しようとした。だが、トウカたちの襲撃によってマルグリットを奪還されてしまい、「ソーマの雫」を使ってトウカたちを倒そうとするも、返り討ちに遭って牢獄に入れられる。投獄された後は、ソーマの雫の過剰摂取の後遺症で「ホネー」と叫び続けるなど発狂してしまった。
コリン・ブラッド
声 - 千種春樹
ユナたちが王都で出会った冒険者の少年。帽子をかぶっており、左目を髪で隠している。
リーランドに雇われてユナとアンリの誘拐に協力するも、油断したところをユナに倒された。王都の事件後は逃亡したが、モアランの町で偶然トウカたちに居合わせてしまい、マルグリットから、恩赦を与える代わりに町を救うことに協力する取引をする。その後はシルエラ達の屍術師の調査に同行している。
幼少時から従兄のカイルと比較されたため、性格が歪んでしまい人を騙して絶望させることを好んでいる。しかし、 騙されても自分を信じてくれているネイガン・ボーンは仲間として信頼している。
ネイガン・ボーン
声 - 田島章寛
ユナたちが王都で出会った冒険者。顔に傷跡のあるスキンヘッドの大男。
コリンと共にリーランドに雇われてユナとアンリをさらうのに協力する。王都の事件後は逃亡したが、偶然居合わせたモアランの町でトウカたちに協力する。その後はシルエラ達の屍術師の調査に同行している。
屈強な見た目に反してシャイな性格で、女性に免疫が無い。それが原因でコリンに騙されたが、本人は「女性と話すことができた」とコリンに感謝しており、以降は仲間となった。
ラザル
宮廷魔術師。聖剣の勇者が覚醒することを9年前に予言した。
ロザル・カリス
声 - 山橋正臣
宮廷魔術師。王都の事件の夜、王都から北東の方角へ精神体が飛来するのを目撃していた。
後に精神体の行方を突き止め、エルバニアに魔術戦士隊を派遣した。
レヴェン・ナイヴス
魔術戦士隊隊長。エルバニアに派遣され、屍術師の暗殺の任務に就いている。
3年前は何人もの屍術師を始末してきたが、四大魔公の死体を所有するディエゴ・ヴァレンタインとフリードリヒ・ノルシュテインには敵わず、部隊を全滅させられてしまった。
その後は隊員と共に一命を取り留めたが、元部下のドミニク・リーンに裏切られ、利用されてしまった。
ドミニク・リーン
声 - 佐伯伊織
魔術師戦士隊の女性隊員。2年前まではマルグリットの侍女だったが、高い魔力に目を付けられ、戦士隊に入隊した。
屍術師の暗殺の任務に就いていたが、失敗したことで屍術師達に寝返り、屍術を用いてマルグリットの足止めを行った。

### ロゼリア王国
ベルダンテス・ロゼリア
東大陸のロゼリア王国の国王。長髪で右目の辺りに傷跡がある。
世界の覇権を握るため屍術師に協力して資金や四大魔公の死体を提供し、ファロム王国にけしかけて互いに消耗させることを目論んでいる。更に地獄の底にある魔王の死体を手に入れ、全ての悪魔を操ることで屍術師の味方の悪魔を奪い、強大な力を得ようとしている。
フレデリック・グルンベルグ
ロゼリア王国「銀槍騎士団」の将軍。ディアナがトウカ達に敗北したことを受けて、屍術師達のお目付け役として部下と共に中央大陸北部の屍術師のアジトに派遣されている。
屍術師達の調査に来ていたシルエラ達と出くわし、屍術師達と繋がっていることをファロム王国に報告されるのを防ぐため、シルエラ達を殺害しようとする。しかしシルエラ達に同行しているベラーコがロゼリア王国の王子であることに気付き、内心では国王の圧政に疑問を持っていたのもあり、クーデターに協力するよう申し出た。
ベルハルト・ロゼリア
ロゼリア王国第二王子。髪を後ろで束ねており、髭が生えている。アラードの迷宮でロゼリア王国軍を率いて地獄の門を捜索している。
東大陸との交易が盛んなオズメント家とは親交が深く、カイルとは幼馴染で、親友として慕っているが、カイルからは王族であること以外は取り柄の無い男だと内心では見下されている。王位継承権を自分のものにするため、4年前に兄である第一王子とその婚約者を悪魔に襲われたように偽装して殺そうとした外道。
父親から譲り受けた支配者の指輪の力により、自分に危機が迫った際に契約を交わした相手を身代わりにする魔術を使用できる。契約した相手はロゼリア王国軍の部下1000人にも上り、連絡を交わしたり敗北したことを察知する機能も有している。更に、戦意を喪失した部下を強制的に戦わせる機能や、王家の者以外が指輪に触れようとしたら自動的に相手にダメージを与える防衛機能がある。
迷宮内で門を捜索しているところをトウカ一行と鉢合わせ、自分たちの足止めを企てたカイル・ユナ・マルグリッドを捕らえた。その後、部下がトウカ達に敗れたことを知り、大量の部下を引き連れて門まで向かった。
門に向かう最中に手を組んでいたレナードと合流、レナードやトウカ達に魔王の死体を回収させようとしたが、地獄の門の前で待機しているところをトウカの配下となった冒険者やカイル、ミリィ達に襲撃され、更に同じ王族である兄のベラーコと対決。指輪の力が無効化され、互角の戦いを繰り広げた後、最終奥義を受けることを恐れた余り気絶して敗北した。その直後、ファロム国王の操るゾンビにより殺害された。
ユベール・フローベル
ロゼリア王国軍第一部隊隊長でベルハルトの参謀。眼鏡をかけた女性。
自分が攻撃されると同じ攻撃を相手に返す、カウンターの魔術を用いる。受けた攻撃は全て回復する。
地獄の門の前でシルエラ達と対決し、ネイガンの煙幕で視界を封じられた後シルエラに身ぐるみを剥がされ魔晶石を奪われて敗北した。
アルバート・ロアン
ロゼリア王国軍第二部隊隊長。眼鏡をかけた男性。自称天才の自信家。
カイルと同系統の、光の剣を操作する魔術を用いる。また、東大陸では勇者に選ばれ、両刃の人造聖剣「ブリューナク」を使って長射程攻撃をすることができる。
かつてはカイルと同じ貴族学校に通っており、カイルに次ぐ成績の持ち主で二番目に優秀だったが、カイルがいる限り一番にはなれないため殺意を抱いている。
カイルへの憎悪が高じるあまり、カイルの学友や親しかった女性を、カイルよりも深い仲を築いた後で殺害するという歪んだ行いをしていた。
脱獄したカイルを殺害しようとしたが、過去にトウカに敗北したことで柔軟な発想力を得たカイルにはあらゆる攻撃を回避され、敗北した。
ゲーリング・ベニングス
ロゼリア王国軍第三部隊隊長。仮面を被っている。
麻痺針を放つほか、指先から発動する毒の魔術を用いて悪魔を拷問にかけて地獄の門の場所を聞き出した。
仲間のヴィレンハイム・フリムゲルと共に、王子に拾われるまでは刑吏として斬首や拷問などを行っており、「人として生きていくためには与えられた役割を果たす義務がある」という持論を有している。そのため、マルグリットに王女としての立場を忘れてトウカ達の旅に衝動的に同行したことを非難している。
脱獄したユナをヴィレンハイムと協力して捕らえ、助けに来たマルグリットと対峙した。その際前述の持論をマルグリットに展開して精神的に追い詰め、ユナを見捨てて投降するよう告げたが、ユナに励まされて恐怖を乗り越えたマルグリットに反撃を受け、駆け付けたミリィに倒された。
ヴィレンハイム・フリムゲル
ロゼリア王国軍第四部隊隊長。角付きのフードを被っている巨体の持ち主。性別不明だが女言葉を話す。
怪力を誇り、ユナが憑依したネズミを魔力も用いず握りつぶした。また、相手の足元から一瞬で鎖を作り出して拘束し、電撃を与える魔術を用いる。
元は生き物を愛する心優しい性格だったが、刑吏だった親に強制されて泣きながら人を処刑したことで頭がおかしくなってしまった。
実は魔導技術で悪魔と合成された人間であり、フードの下は異形の外見をしている。マルグリットに魔力中毒にさせられ人間の意識を失うも、代わりに悪魔の意識が目覚めてユナとマルグリットを追い詰めたが、駆け付けたフィエリに倒された。
マリア・アリアンヌ
ロゼリア王国軍第五部隊隊長。髪をロール状にしている女性。メンタルが弱く、非常に落ち込みやすい。
妹のメリア・アリアンヌと共に合体の魔術を使用する。その際は巨体化して腕が4本という異形の姿になり、性格は自信過剰になる。
アラードの大迷宮を捜索していたトウカ達を追跡し、神殿内で襲撃するも、エセルに石化を解除されたディアナにより敗北し、崖から突き落とされた。
メリア・アリアンヌ
ロゼリア王国軍第六部隊隊長。マリアの双子の妹で瓜二つの外見だが、姉と違い口元にホクロが無い。
マリアと共に合体の魔術を使用してディアナと戦闘するが、敗北して崖から突き落とされた。

### アラードの大迷宮
ピート・ヤーブラカン
プロヴォールの町のギルドで出会った男。37歳。小太りで髭が生えている。町の近くで果樹園を営む傍ら、興味本位で冒険者をやっている。
自称親切な冒険者であり、トウカ達に「警戒すべき危険な冒険者たち」を紹介した。
しかし実際は親切行為は相手の信用を得る手段に過ぎず、トウカとアンリを騙して迷宮内に引き込み、果物を巨大化させる魔術を用いて殺害しようとしたものの、迷宮の悪魔のレクスボスによって消滅させられた。
実は悪魔の餌場に転移させられただけで生きており、魂と魔力を少しずつ吸い取られたことで引き締まった体型になった。その後アンリと餌場で鉢合わせ、自分を殺そうとしていた相手でも助けた場面を目撃し、トウカ達の味方になることにした。
黒騎士シャリフ・ザンガ
金のためなら人殺しも平気でする凶悪な冒険者。22歳。褐色で、鎧と巨大な斧を装備している。
ギルドでトウカ達に因縁をつけてきたが、トウカにより変態の濡れ衣を着せられたため、殺意を抱いている。
実力は町のギルド内ではトップクラスであり、武装強化の魔術を用いる。懸賞金の目的もあったためトウカ達を襲撃するが、ユナの実力を誤解し慢心したため、一撃で吹き飛ばされた。
その後は仲間と悪魔狩りのために大迷宮を冒険していたところ、トウカ達に迷宮内の財宝と引き換えに迷宮内の探索の協力を頼まれ、同行することにした。
戦闘中毒者であり、地獄の門を封印しようとするトウカ達と対立するも、レクスボスに敗れて捕らえられていたところをトウカ達に助けられ、自分達と同じ悪党の匂いをトウカに感じて改心し、自分が一生ついていくのに相応しい男だと認めた。トウカ達がレクスボスと戦う際は協力し、トウカがロゼリア王国軍に捕らえられた際も救援に向かった。
神足のヴェルガー
小太りでフードをかぶった冒険者。悪魔の足を魔導技術で移植しているため、見た目に反して素早く動く。
味方の魔術師を率いてマルグリットを襲撃するが、上級魔術により魔力中毒にさせられて敗北した。
人形遣いアルミア
外見はかわいい少女だが、下手に怒らせると人形を操る魔術を用いて滅多刺しにしてくる危険な冒険者。
大迷宮にシャリフ達と共に悪魔狩りに来た。アラード王国の歴史に詳しく、アラード王家の宝物庫について解説した。シャリフ達と共にレクスボスと戦い、トウカの配下となることに決めた。
略奪者フシオス
一味を率いている男の冒険者。よく悪魔を狩っているためギルドからは気に入られているが、迷宮内で鉢合わせた冒険者からも容赦なく魔晶石を巻き上げている。
一日に3回まで死んでも復活できる魔術を使用する。シャリフ・アルミア達と組んで大迷宮に一味を引き連れて悪魔狩りに来た。シャリフ達と共にトウカの配下となることに決めた。

### 屍術師
フリードリヒ・ノルシュテイン
声 - 小野賢章
屍術師たちのリーダー格。常に鼻水を垂らしているため、「鼻水の旦那」と呼ばれている。
四大魔公のポータエクスの死体を所有しており、戦闘では空間に裂け目を作って敵の攻撃を回避、迎撃している。この魔術により、一度見た事があれば遠く離れた場所でも一瞬で移動が可能。しかし、地上と地獄を直接繋げる事は出来ない上に、地獄の門へも結界の影響により外側からは繋がらない。
実はアンリの兄であり、生き別れた後に悪魔たちと手を組み、これまで迫害してきた人間たちへの復讐という名目で仲間を束ねていた。本人の真の目的は「王族や貴族などの支配階級の打倒」および「屍術師による世界統治」であり、その目的のためには犠牲が出ることも覚悟の上で行動している。
その一方で無益な殺生は好まず、戦意を喪失した相手は敵であっても助けており、ドミニクを懐柔して仲間にした。
ディエゴ・ヴァレンタイン
声 - 浅沼晋太郎
オールバックの男性。フリードリヒの相棒。常に血涙を流していることから「血涙のディエゴ」と呼ばれている。
魔力レベルは40を誇り、千里眼の魔術や血液を操作する魔術を用いる他、四大魔公のベルテクスの死体を所有している。
魔人化の魔術を用いる悪魔を従え、モアランの町民を術にかけて王都攻略の戦力にしようとしていた。千体の悪魔とともにエルバニアの廃墟を拠点にしていたが、トウカ一行にベルテクスの死体を撃破されたことで魔人化の魔術を解かれ、仲間に見限られてしまい、自身も精神体が消耗していたため、下級悪魔に為すすべもなく殺害された。が、逆に乗っ取り生きていた。ロゼリア王国に捕まっていたがフリードリヒ等がロゼリアに嵌められた際に脱出、以降屍術師パーティーに復活する。
ディアナ・フィリオン
常に汗を流しているグラマラスな美女。
魔力レベルは80であり、全人類の中で最高峰。他の屍術師と違い、地獄では拠点を築いて積極的に悪魔と戦い、魔晶石をあしらったドレスをまとい戦う姿から「深紅の女王」と呼ばれていた。氷や熱などあらゆる魔術を用いるが、中でも目線を合わせた相手を石化させる魔術と、四大魔公のニュルンフェーアの死体により触手をあらゆる場所から生やして魔術を放つ戦法を多用する。
魔物の量産をニコラに依頼する代わりに魔導生物の素材を提供する形で協力していたが、偶然賢者の島に居合わせたトウカ一行の殺害を画策。ニコラを裏切って魔導生物の指揮権を奪い、島中の魔導生物を用いてトウカやニコラ達にけしかけ、仲間の制止を振り切ってマルグリットとカイルを石化させた。しかし自身のムッチリしたフトモモに対する煩悩まみれのトウカの動きには反応することすらできず、ニュルンフェーアの死体を奪われ土下座の体勢で石化された。
石化された肉体はトウカ達に同行しているエセルが持ち歩いていた。アラードの大迷宮で襲撃してきたマリアとメリアに対抗させるため石化を解除され、ニュルンフェーアの死体を出現してマリアとメリアを圧倒した。自分を破ったトウカに心酔しており、求愛している。
キューゲン・オールグレン
フードをかぶったツインテールの少女。常に風邪気味で高熱と咳に苛まれている。
剣を扱う他、四大魔公のサイカリアスの死体を所有しており瞬間移動の魔術を用いる。
賢者の島でカイルと敵対するが、決着が着かず、ディアナに対しても深入りしないよう忠告したが、聞き入れられず撤退した。
ヴィクター・ヨーゼフ
全身を覆うフードを被っており、仲間にすら素顔を知られていない。
王族と奴隷階級の死体をつなぎ合わせようとするなど、屍術師の中でも特に歪んだ倫理観を持っている。フードの中から多数の魔物の死体を出現させ、屍術で操作し戦わせている。
賢者の島でマルグリットと敵対するが、決着が着く前にキューゲンに制止されて撤退した。

### 悪魔
ピドン
中級悪魔。アルダ砦跡に拠点を構えている。生きたまま人間を食べる事を好む。
空中に足場を作る魔術を用いて数々の冒険者を戦闘不能にしていたが、魔術の正体をトウカに見破られ、カイルに倒された。
アデル
上級悪魔。女性であり、グラマラスな体型。ディエゴに従っており、魔人化の魔術を用いてモアランの町民を悪魔に変えようとしていた。
人間を無暗に苦しめ、絶滅させるよう悪魔を煽動するディエゴのやり方には内心反発しており、人間の半分を食料として管理し、残り半分は悪魔にすることで人間との共生を目指している。その方針に賛同する下級悪魔もいたが、ディエゴにバレてしまい、ベルテクスに食われ魔術を吸収されて死亡した。
ネフ
声 - 菊池通武
上級悪魔。背広を着ており、「ネフフ」と笑う。
人間の記憶に入り込む魔術を用い、人間の記憶を覗くことを娯楽としている。
魔導技師の工房で一人になっていたトウカを魔術で襲撃する。トウカの思考を読んで精神を食らおうとするが、ユナの精神が入り込んでいるというイレギュラーな状況には対応できない上、思考をフトモモで占めたトウカの動きは読めなかったため敗北した。
ベルテクス
四大魔公。3年前にエルバニアを襲撃した際、シオンによって討伐されているが、その死体をディエゴの屍術により利用されている。
聖剣以外の攻撃ではすぐに再生する上、「吸収」の魔術により聖剣を含むあらゆる魔力攻撃を自身の魔力に変換することができる。吸収の魔術は盾のように体の一部を守るもので、全身を覆うようにするとすぐに魔力が切れてしまうが、敵からは不可視の上自在に場所を移す事が出来る。3年前の戦いでは、シオンが聖剣を枝分かれさせることで吸収の魔術を避けて倒した。
他の悪魔を食うことでその悪魔の魔力や魔術を吸収することもでき、ディエゴの屍術でアデルを食って魔人化の魔術を継承。トウカ一行に襲い掛かるが、カイルの援護やシオンが魔晶石を破壊したことで、トウカに止めを刺された。
ニュルンフェーア
四大魔公。死体をディアナの屍術により利用されている。あまりの巨体により魔力消費が激しく、ディアナにしか扱えない。
触手をあらゆる場所から出現させる魔術を使用する。
レクスボス
アラードの迷宮に住んでいる。寝ころんだ状態でも見上げる程の巨体を有する。3年前からいた迷宮最強の悪魔と言われており、闇の玉を多数放出して相手を離れた場所へ転移させる魔術を用いる。実は悪魔ではなく、魔王の魔術によって生み出された存在であり、悪魔と違って死んだ後は肉体が消滅する。
転移先は自在に設定でき、悪魔達の餌場に獲物を転移して大勢を生け捕りにしたり、自分の体内に転移して瞬時に消化することもできる。闇の玉は魔力物質による攻撃で破壊できるが、闇の玉を小型のレクスボスの姿に変えることで、相手の攻撃を回避することも可能。更に連発はできないものの、頭部から強力な光線を放つことも出来る。
アンリや多数の冒険者を悪魔の餌場に転移させ、トウカ一行を苦しめたが、トウカ達の連携やエセルの魔王の左腕により魔力を封じられ、消滅した。
魔王
全悪魔を統べる悪魔。3年前に地獄でシオンに討伐され、死体は左腕以外は地獄の底に落とされている。
全身が魔晶石でできており、身体の各部位に異なる魔術の呪文が刻まれている。胸部には全悪魔を操る魔術、頭部には迷宮創造の魔術、右腕には地獄の業火を操る魔術、左腕には触れた相手の魔力を数分間使用不能にすることができる魔術が宿っている。左腕はシオンに切り落とされた後ファロム王国軍が回収し、兵器として利用するため人の形に造り替えられた後エセルが盗んで自分の左腕に移植した。
魔王の力によって地獄の門の封印が妨害されており、魔王を倒さなければ門を封印できない。魔王の死体は下級悪魔数名が利用していたが、アンリが遠隔屍術により奪回した。

### その他のキャラクター
双槍のベラーコ
声 - 羽多野渉
アルダ砦跡の悪魔討伐依頼に参加していた冒険者。顔の傷跡と長髪が特徴。
二本の槍を用いて戦い、3年前の戦いでは悪魔を100体以上葬った凄腕の冒険者として知られている。しかし倒した悪魔は下級悪魔のみであり、中級悪魔には為す術も無く倒された。
モアランの町では町民に襲われるトウカ達を助け、町長と共に王都へ駆けつけた後はエルバニアの戦いに参加した。その後はシルエラ達と共に屍術師の調査に同行している。
戦闘で活躍することは稀だが、周囲から過剰に評価される節があり、次第に「上級悪魔を100体同時に倒した」「四大魔公を100体倒した」などと言われるようになった。
実は東の王国ロゼリアの第一王子ベラコール・ロゼリアであり、マルグリットの姉のファロム王国第二王女のシャーロットと婚約していたが、4年前に大怪我を負ってしまい、シオンに助けられたものの記憶を失ってしまっていた。シオンに助けられたことには強い恩義を感じており、自分も誰かを救えるヒーローになるため、フレデリックに自身の出自を教えられた後は民を虐げているロゼリア王国と戦うことを決意。地獄の門の前で弟のベルハルト王子と戦い、勝利した。
ドット・バーンズ
声 - 多田野曜平
モアランの町長。悪魔の襲撃に備えて堅牢な壁に囲まれた屋敷に住んでいる。
魔術にかかった町民に襲われた際に一人で逃げようとしていたが、トウカの話術によりマルグリットの裸ニーソ姿を見るため協力することにした。
元は武器商人であり、かつては戦争時に武器を売りさばいて財を成した。町長に赴任した際も財産を増やす目的で町に投資していたが、次第に町民から慕われていたことで、国王に町民を救うよう必死に説得した。
14巻より、男爵の爵位を得て領主となったものの、町長男爵(略して町長)と呼ばれるようになった。つまりは今までと変わらない。
馬
声 - 羽多野渉
ファロム王国城壁を駆け上る、死霊術により召喚された勇者シオン・ブレイダン(体はトウカ・スコット)とトウカ(体は勇者シオン・ブレイダン)の同時攻撃を蹄で防ぐ、町長(領主或いは男爵)の危機に突如登場するなど、常馬離れした存在。
会話(？)をするときに吹き出しにかかれる言葉は「ヒヒン」か「ヒヒン(裸ニーソ)」が基本な模様。
ミリィ・ユニス
声 - 新福桜、花桐まき（幼少期）
自称勇者の冒険者。16歳。ユナの妹。髪型はサイドテール。
幼少時にトウカと知り合い、結婚を申し出ている。「剣の試合で100回勝てば結婚する」という約束を真に受けて、事あるごとに試合を申し込んではボコボコにしていたため、トウカからは苦手意識を持たれている。
かつて西の王国の剣闘大会で優勝した際、人造聖剣「デュランダル」を手に入れた。戦闘ではデュランダルから衝撃波を飛ばして遠距離攻撃を行う。
3年前に悪魔がエルバニアの町に襲い掛かってきた際にシオンに助けられ、報奨金を得てエルバニアを復興させるために修行して勇者となった。
冒険の最中、モアランの町でトウカ達と出会い、エルバニアの戦いまで協力した。その後は北大陸の地獄の門まで向かった。
14巻にて、念願の表紙を飾ることに成功…と言えるか分からないが、取り敢えず表紙へと登場
フィエリ・ユニス
声 - 東地宏樹
ユナとミリィの父親でミリィのパーティの一員。武術の名門出身の格闘家であり、戦闘では「ユニス流拳闘術」を用いる。
元ファロム王国「四騎士」の一人だが、巨乳好きで騎士団の女性にセクハラばかりしていたため、訴えられ称号の剥奪と王都からの追放という憂き目に遭った。
トウカのことは「フトモモフェチの変態」と見なしており、ユナにも冒険に出る事を反対していたが、エルバニアでの戦いを通してトウカを見直し、ユナにもトウカをそばで支えることを許可した。
シャノン・ペトラルカ
声 - 結川あさき
ミリィのパーティの一員の魔術師。趣味は編み物と掃除。外見は美少女だが、男。
直接戦闘する描写は無いが、回復魔術により味方の傷を癒すことができる。
ユニス家の使用人の息子であり、ユナ・ミリィとずっと一緒に育ってきた。
リド・ブレイダン
声 - 石原辰己
シオンの祖父。魔導技師であり、工房に一人で住んでいる。トウカ達から故障した魔導車の修理を頼まれた。さらに別れ際に、自身が発明した魔導通信機をトウカ達に与えた。
年のせいで視力も体力も衰えているが、代わりに魔力や精神体の類が見えるようになっており、聖剣にシオンの精神が宿っていることに気付いていた。
クロード・ヴァンス
魔導学院の学院長。メガネをかけた中年男性。
魔女となったニコラに魔力を抑える首飾りを与え、魔導学院に引き取った。しかし本当の目的は魔女を自分の研究に利用するためであり、ニコラの魔力から作った爆弾を開発して賢者になろうとしていた。反抗的なニコラとリプリーに対して、飼っていた黒猫のドロシーを見せしめのために殺害するなど、残忍な性格。
魔導学院は3年前に四大魔公と悪魔によって襲撃されたが、クロードの生死は不明。
リプリー
魔導学院の生徒。ニコラと同じく魔女であり、ニコラに魔導学院で共に賢者を目指すよう説得し、親友になって二人でトップの成績を修めた。
他の魔女と同様差別されてきたが、3年前に魔導学院が四大魔公と悪魔によって襲撃された際は迷わず立ち向かい、魔力を解放して大勢の魔導学院の生徒を助けた。四大魔公によって殺害されたものの、遺体はニコラによって蘇生させるため保管されている。
戦の神フェムリア
人間の数倍の身長で、翼を持つ女神。アラード王国で奉られている。
3年前に地獄の門を封印したシオンに、聖剣の世界で屍術師にまつわる世界の真実を伝えた。
シオンとトウカの二人で勇者であると言う会話、シオンを召喚するためにソーマの滴の副作用で廃人になる可能性を背負ってまでして魔力レベルを上げようとしたトウカに心動かされ、100分の1の魔力をトウカに貸し与えた。推定魔力レベル1000。

## 用語一覧
聖剣
勇者が所有する剣。地獄の門を封印するために不可欠とされる。また、魔王や四大魔公を殺すことができる数少ない武器の一つ。
魔力を注ぐことで自由自在に形状や大きさを変えられる。手から離れて一分経つと元の形に戻る。大きくしたり所有者の魔力が低いと剣の強度が下がってしまう。
勇者以外には聖剣を形状変化させることができない。また、聖剣自身が勇者を選ぶ性質があるようであり、かつては岩に刺さっていたところをシオンに引き抜かれ勇者として選んでいたが、王都の事件の後は魔力レベルが一時的に上がっていたトウカを次の勇者としてふさわしい者であると誤認した。
「聖剣の世界」と呼ばれる死んだ勇者の精神が連れて来られる場所を内包しており、使命に身を捧げた見返りとして覗いたものの思い描く理想の世界を見せる事が出来る。シオンの精神もこの世界に滞在している。
万が一紛失しても、しばらくすると自動的に勇者の元に戻って来る機能がある。勇者の意志で手元に瞬間移動させることも可能。
悪魔
地獄の門から来る異形の怪物であり、人の肉を好んで食べる。
下級悪魔、中級悪魔、上級悪魔に分かれている。中級は黒い頭をしており、魔力レベルは7程度で魔術を用いてくる。上級は赤い頭で、魔力レベルは11以上ある。
女性型の悪魔も存在するが、人間の女性に欲情する悪魔が多く、好んで裸にしたがる。
上級悪魔のさらに上位の悪魔として、四大魔公と魔王がおり、いずれも聖剣もしくは人造聖剣の攻撃でなければすぐにダメージを再生できる。3年前に四大魔公と魔王はシオンによって倒されており、四大魔公の死体は屍術師達が所持し、魔王の死体は地獄の底にあると言われている。
地獄の門
地獄と地上の世界を繋ぐ門。北大陸に位置する。
3年半前に開いてしまい、多数の悪魔が地獄から来たため、人間同士の争いが終わったと言われていた。3年前にシオンが聖剣によって封印したが、3か月前に再び開いてしまい、悪魔の二度目の侵攻が始まってしまった。
門が開くのと同時に周囲が結界で囲まれるようになり、結界には通る際に悪魔や屍術師にダメージを与える効果がある。また、地獄から送られる魔を閉じ込める効果があるため結界内部は魔の濃度が異常に高くなっている。門が開いたままでいると、魔力レベルの低い人間にとって毒となる地獄の魔が地上に流出し、やがて人間が絶滅してしまうと言われている。
魔王によって封印を妨害する力が働いており、魔王を倒した後に門の上部にある魔法陣に聖剣を刺さなければ封印できない。
過去に何度も開かれたことがあり、その度に勇者が選ばれて封印されてきた。地獄の門を封印した者には屍術師にまつわる世界の真実が教えられる。
魔晶石
悪魔の心臓で、魔術の使用に用いる結晶体。強く握るとその者の魔力の強さに応じて光る。石に刻まれている悪魔の文字「呪文」を「起動呪文（アイン）」のあとに続けて心の中で唱えるとその悪魔と同じ魔術が使える。
効果は使い手の魔力に依存するものが多い。複数の人間が一つの魔晶石を同時に握っても効果がある。一人の人間が複数の魔晶石を同時に使うことも可能。
同じ魔晶石を使い続けると、最初にあった呪文の下にもう一つ新たな呪文が現れ、「上級魔術」という別の魔術が使えるようになる。習得するには、常に魔晶石を身につけ可能な限り魔力を注ぎ続け、自分の体の一部のようにする必要がある。硬化の魔術のように、自身にかけるタイプは習得が早い。
屍術師（ネクロマンサー）
屍術を用いる人間。遠い昔、地獄に閉じ込められた人間の末裔であり、白い髪と赤い瞳は地獄の環境に適応する中で変化したもので、心臓が魔晶石でできている。また、倫理観が歪んだ者が多く、死者を悼む感情が無い。
魔の濃度が高い地獄で悪魔と戦い続けてきたため、魔力レベルが非常に高く、9のアンリでも落ちこぼれとされている。地上では地獄と環境が異なるため、鼻水や汗が常に流れ出たり、風邪気味になるなど体調不良になる者が多い。
地獄から門を通って来た際は、異質な力と姿を恐れた人々から悪魔だと断罪され、大勢が処刑された過去がある。
実は1000年以上前に地獄へ送られた罪人と悪魔との間に出来た子供の子孫であり、1000年前に悪魔と協力して地獄の門を開いて神々を滅ぼした。その後、人間たちの支配権をめぐり悪魔との間で対立が起こり、ファロム王国の4人の屍術師を除いた大半が地獄へ再び閉じ込められた。
悪魔と同様、人の魂を喰らい続けることで永遠に生き続けることができるが、常に大気中に漂う大量の魔を取り込んで心臓の魔晶石に供給し続けなければ死んでしまう。そのため、地獄の門を閉じて地上の魔が薄くなると、5年程度で死んでしまう。
屍術（ネクロマンシー）
死体を操作する禁術の一種。人間の死体の他、動物や悪魔、魔物の死体にも使用可能。死んでいなくても、魔人化の魔術により精神が弱められている相手にも使える。精神の宿った頭部を、魔力を込めた攻撃で破壊すると復活できなくなる。「遠隔屍術」と「憑依屍術」に分かれる。
遠隔屍術は死体に魔力を注ぎ、操作できる。複数の死体を同時に操作することができ、すべての死体と感覚を共有することができる。しかし、複雑な行動をさせる場合はかなりの集中力が必要となる上、死体を喋らせることは出来ない。死体と術者は魔力の糸で繋がっており、発動中は常時魔力を消費する。術者の魔術を死体にも使用させることが可能。術者から離れるほど魔力消費は高まるが、死体が破壊されても術者にダメージは無い。ファロム国王が用いる特殊な遠隔屍術は、ゾンビを喋らせるほか、疑似人格を与えて自動的に会話をさせることも可能。
憑依屍術は死体に精神を憑依させ、自身の肉体のように自由に動かす事が出来る。術者以外の第3者の精神も憑依させることが可能だが、術者以外の人間の場合は本人の意思で自由に元の体に戻る事が出来ず、術者に戻してもらう必要がある。憑依時に大量の魔力を消費するが、憑依後は消耗しない。憑依した精神や元の肉体が破壊されると、憑依者は死んでしまう。魔力を消費することで死体のダメージは再生するが、憑依者の魔力レベルが低いと再生できず、逆に腐敗していき骨だけになってしまう。また、何度も憑依を繰り返すと精神が劣化する恐れがあり、魔力レベルの低い者の場合は廃人になってしまう。
生者の棺
古代の魔導具。憑依屍術でアンリがトウカの精神をシオンの肉体に移した際、トウカの肉体を魂と共に封じた小さな棺。これを破壊するとトウカの意識は途絶え、死亡する。
屍術師達は四大魔公の死体を生者の棺に封印しており、この棺を手にした者は四大魔公の再生能力を利用して重傷でも一瞬で回復させることができる。
冒険者ギルド
冒険者たちが仕事を請け負う場所。その仕事内容は届け物を街から街へ運ぶ簡単なものから化物退治など命の危険を伴うものまで、様々である。
ソーマの雫
原料に世界樹から極まれに採れる果実が使われている貴重な薬品。価格は一本一億クルーク。飲めば魔力が一時的に3レベル上昇するが、同時に複数使用すると肉体や精神が膨大な魔力に耐えきれず後遺症が残ることもある。
魔漏症
精神的なストレスにより、魔力を体に留める事が出来なくなる病気。魔力を補給するために大量の食事を摂らないと死に至ってしまう。体液が体外に排出される際に脳が誤った信号を出して魔力まで排出してしまうため、生理現象で排出された体液にはソーマの雫とは比べ物にならない程高濃度の魔力が含まれている。そのため、体液を飲んだ者は一時的に魔力が急上昇する。
人造聖剣
世界有数の魔術師や魔導技師、鍛冶師が協力して作り上げた4本の新たな聖剣。ミリィが所有している「デュランダル」及びアルバートが所有する「ブリューナク」がこれにあたる。地獄の門は封印できないが、魔王や四大魔公を殺すことは可能。
地獄の門の封印がすぐに解ける事を予期していたシオンが、悪魔への対抗手段の一つとしてシオンの主導で造った。
魔物
悪魔と違い、元から地上にいた化物の総称。昔の勇者や冒険者、悪魔たちの標的にされた結果、ほぼ絶滅した。ドラゴンやゴブリン、ハーピィなど様々な種族がいる。
賢者の島では多数の魔物が生息しているが、ニコラが実験の中で作り出した魔導生物であり、元は人間や動物の死体、魔晶石からできている。
魔女
ごくまれに人の限界を超えた魔力レベルへ急激に上昇する人間。主に女性に多い。
膨大で高純度の魔力は人の体では耐え切れず、そのままでは1年も経たない内に死に至ってしまうが、魔力レベルを下げる道具を身につければ死なずに済む。
屍術師と同様に人々から恐れられ、最終的には処刑されるか辺境の地へ追放される者がほとんど。
神々
かつて世界を支配し、人間を統治していた存在。天使を従え人々の行動を監視し、罪人は即座に地獄へ送って世界の秩序を保っていた。
しかし罪人と地獄に住んでいた悪魔は神々に不満を抱き、1000年前に協力して地獄の門を内側から開き、神々に戦争を仕掛けた。3年にも及ぶ戦いの末神々と天使は全て滅んだ。
神造武具
神々の創造物の一種であり、装備として小型化された兵器。
勇者の持つ聖剣やロゼリア王国に伝わる支配者の指輪、レナードが所有する戦神の鎧がこれにあたる。
霊体連結
精神体と肉体の結びつきを魔力で極限まで強固にする技術。
この力は魔力の質や量よりも、魔力をコントロールするセンスが必要になる。また、肉体の限界を超えた動きを行うため負荷も大きく、鍛え抜かれた肉体でなければ長時間の使用はできない。
シオンやマルグリッド、カイル、フィエリなどが用いる超人的な体術はこの技術で行われている。

## 地名
チェザ村
中央大陸南西部に位置する田舎町。トウカとユナが3年前から住んでいた村。トウカの影響を受けたのか、ニーソックスを履かせた大根を持ち歩いている男性が多い。勇者シオンが落とし穴で死んだため、村ぐるみで死体を埋めて隠蔽した。
ベルン
周辺地域最大の都市。チェザから北東へ半日の距離に位置する。
頻繁に勇者を騙る偽物が現れており、当初は町民にたかるトウカのことも偽物だとみなしていた。北東にあるアルダ砦跡に悪魔が拠点を築いているため、ギルドから討伐依頼を出しており、多くの悪魔を倒したトウカ一行を勇者だと認めた。
王都ルーメン
ファロム王国の城下町。毎年仮面祭を開催しており、全ての国民が平等の立場で祭りを楽しんでいるが、ここ数日で悪魔が多数出現し、行方不明者が急増している。
リーランドにより仮面祭の日にマルグリットを誘拐し、王都の国民を殺害する計画が立てられていたが、トウカ一行により阻止された。
モアラン
王都から北へ8日に位置する町。
屍術師と悪魔によって町民達に魔人化の魔術がかけられてしまい、トウカ一行を襲撃してくる。エルバニアの悪魔が倒されたことで魔術が解け、助けられた。
エルバニア
トウカやユナの生まれ故郷の町。町中には水神を奉る神殿の遺跡がある。3年前に四大魔公と悪魔の襲撃を受けて壊滅したが、シオンが駆け付けたことでユナやミリィは助かった。
現在は屍術師が1000体近くの悪魔と共に根城としており、食料として人間たちを捕らえている。トウカ一行とミリィのパーティ、ファロム王国の戦士たちが駆け付け、屍術師や四大魔公を撃破したことで解放された。
賢者の島
中央大陸の北東部に位置する島。3年前に報奨金でニコラが買い取り、一人で住んでいるほか、多数の魔物が生息している。
無人島として知られているが、実際にはルルス村と呼ばれる人里があり、3年前から多数の人々が移住している。
実は村民はみな魔物と同じくニコラが実験のために作り出した魔導生物。指揮権をディアナに奪われ、トウカ一行に襲い掛かるが、トウカがディアナを倒し、ニコラ達が指揮権を奪い返したことで解放された。村民達は自身が魔導生物であることに気付いていたが、ニコラが打ち明けた時は笑って許すことに決めており、勝手に命を作ったことでわだかまりを抱えていたニコラも和解することができた。
東の王国ロゼリア
東大陸にある王国。軍事力では中央大陸のファロム王国に劣り、軍備を強化するため、国民の生活を困窮させており、逆らう者は容赦なく処刑するなど、民衆が圧制で苦しめられている。
北の王国アラード
北大陸に存在していた王国。5年前にファロム王国と戦争していたが、地獄の門が突如開いたことにより廃墟と化した。屍術師を迫害してきた地であり、大勢を処刑した。
戦の神ファムリアを崇めるファムリア教の信仰が盛んな国であり、初代アラード国王が建設した神殿は信者が捧げた財宝により埋め尽くされていると言われている。
アラード国王はファロム王国が国王を含む4人の屍術師に支配されていることに気づいており、アラード王国が滅びる寸前にその証拠を残していた。
アラードの大迷宮
魔王が地獄の門を守るために魔術によって創り上げた建造物群。北大陸の3分の1を占めるほどの広大な迷宮。
3年半前に北の王国アラードとその周辺一帯を飲み込んで出現した。シオンのパーティが魔王を倒した後はただの廃墟に戻ったが、地獄の門が開いた際に再度出現してしまい、悪魔の巣窟と化している。そのためミリィなどの各国の精鋭たちが集結しているが、未だに門までたどり着いた者はいない。
迷宮の内部にもファロム王国やロゼリア王国軍、冒険者が集まる街がいくつかあり、迷宮内の建造物を住めるように改造されている。
プロヴォール
北大陸南西部にある港町。アラード川とアラードの大迷宮の間に位置する。賢者の島から船で5日の距離。
迷宮内の悪魔の魔晶石や王国の財宝を目的とした冒険者が多数滞在しており、非常に栄えている。
迷宮で生計を立てている者も多いため、迷宮を消滅させかねない勇者を邪魔に思う者も多く、勇者を捕らえた者には生死を問わず懸賞金100億が与えられる。
飛行要塞アルカトリア
1000年前に魔王との決戦で使われた神々の創造物。地獄にある巨大な四角錘型の要塞。
壇の中心に聖剣を刺すことで起動し、魔王の魔術の発生源を特定し、自動的に追跡する機能が備わっている。
オルドツェルク
中央大陸北西に位置する田舎町。シオンやレナードの生まれ故郷。
シオン達が旅立った後悪魔の襲撃を受けて壊滅した。

## 書誌情報
- スバルイチ 『勇者が死んだ！』 小学館〈裏少年サンデーコミックス〉、全20巻
  1. 2015年5月12日発売[21]、ISBN 978-4-09-126434-3
  2. 2015年9月11日発売[22]、ISBN 978-4-09-125547-1
  3. 2015年11月12日発売[23]、ISBN 978-4-09-126628-6
  4. 2016年2月12日発売[24]、ISBN 978-4-09-127023-8
  5. 2016年5月12日発売[25]、ISBN 978-4-09-127258-4
  6. 2016年9月9日発売[26]、ISBN 978-4-09-127380-2
  7. 2017年1月12日発売[27]、ISBN 978-4-09-127477-9
  8. 2017年4月12日発売[28]、ISBN 978-4-09-127585-1
  9. 2017年8月10日発売[29]、ISBN 978-4-09-127747-3
  10. 2017年11月10日発売[30]、ISBN 978-4-09-128016-9
  11. 2018年3月12日発売[31]、ISBN 978-4-09-128158-6
  12. 2018年7月12日発売[32]、ISBN 978-4-09-128410-5
  13. 2018年10月12日発売[33]、ISBN 978-4-09-128634-5
  14. 2018年12月19日発売[34]、ISBN 978-4-09-128730-4
  15. 2019年4月12日発売[35]、ISBN 978-4-09-129099-1
  16. 2019年8月19日発売[36]、ISBN 978-4-09-129383-1
  17. 2020年1月10日発売[37]、ISBN 978-4-09-129538-5
  18. 2020年5月13日発売[38]、ISBN 978-4-09-850110-6
  19. 2020年10月12日発売[39]、ISBN 978-4-09-850293-6
  20. 2021年3月18日発売[40]、ISBN 978-4-09-850483-1
- スバルイチ 『勇者が死んだ！-神の国編-』 小学館〈裏少年サンデーコミックス〉、既刊1巻（2023年3月17日現在）
  - 上巻 2023年3月17日発売[41][42]、ISBN 978-4-09-851758-9

## テレビアニメ
2023年4月から6月までTOKYO MXほかにて放送された。

### スタッフ
- 原作 - スバルイチ[7]
- 監督 - 久城りおん[7]
- シリーズ構成・脚本 - 佐藤裕[7]
- キャラクターデザイン - 薮本陽輔[7]
- モンスター・プロップデザイン - 藤原彰人[7]
- 美術設定 - 大山裕之（バーンストーム・デザインラボ）[7]
- 美術監督 - 福島孝喜[7]
- 色彩設計 - 大西峰代[7]
- 撮影監督 - 村上優作[7]
- 編集 - 榎田美咲[7]
- 3Dディレクター - 山崎嘉雅
- 音響監督 - 清水洋史[7]
- 音響制作 - 東北新社[7]
- 音楽 - うたたね歌菜、奈良悠樹、yamazo、MOKA☆[7]
- 音楽制作 - ポニーキャニオン[7]
- 音楽プロデューサー - 岡本真梨子
- プロデュース - WOWMAX[7]
- プロデューサー - 岡本真梨子、臼井久人、筋野茂樹、丸田耕太郎、岡本順哉、椿喬祇
- アニメーションプロデューサー - 山本航
- アニメーション制作 - ライデンフィルム[7]
- 総合プロデューサー - 海部正樹
- 製作 - 勇者が死んだ！製作委員会

### 主題歌
「死んだ！」
オーイシマサヨシによるオープニングテーマ。作詞・作曲は大石昌良、編曲は大石昌良とRINZO。
「可愛くって意地悪しちゃう」
久保ユリカによるエンディングテーマ。作詞は烏屋茶房、作曲・編曲はヒゲドライバー。

### 各話リスト
| 話数   | サブタイトル   | 絵コンテ       | 演出              | 作画監督                                                                         | 総作画監督                 | 初放送日      |
| ------ | -------------- | -------------- | ----------------- | -------------------------------------------------------------------------------- | -------------------------- | ------------- |
| 第1話  | 勇者が死んだ!? | 久城りおん     | 久城りおん        | 薮本陽輔                                                                         | -                          | 2023年 4月7日 |
| 第2話  | 偽の勇者       | 久城りおん     | 前園文夫          | 小島彰 大原大 本田敬一                                                           | 薮本陽輔 芳我恵理子        | 4月14日       |
| 第3話  | 勇者が白骨化！ | 久城りおん     | 横手颯太          | 斎藤梢 舛舘俊秀 香田智樹 松村康功 柳瀬譲二                                       | 薮本陽輔 村松尚雄          | 4月21日       |
| 第4話  | 花嫁と勇者     | こでらかつゆき | 渡辺正彦          | 飯飼一幸 陳洁琼                                                                  | 薮本陽輔                   | 4月28日       |
| 第5話  | 復活の勇者     | こでらかつゆき | 藤代和也          | 若山政志 内野明雄 柑原豆真                                                       | 薮本陽輔 有我洋美 伊藤麻耶 | 5月5日        |
| 第6話  | 女体化勇者     | 高橋雅之       | 田中貴大          | 柑原豆真 江崎稔 花澤友梨 今里佳子 大原大 Yoo hyun jin Son kil young Oh yang hyun | 薮本陽輔 村松尚雄 伊藤麻耶 | 5月12日       |
| 第7話  | 新たな勇者     | こでらかつゆき | 唐澤涼太          | 本田敬一 斎藤梢                                                                  | 薮本陽輔 芳我恵理子        | 5月19日       |
| 第8話  | 勇者が弟子！   | 友田康         | えんどうてつや    | 若山政志 神垣弥生 今里佳子 斎藤梢 Mika 松村康功 香田智樹 Ming Guang              | 薮本陽輔                   | 5月26日       |
| 第9話  | 勇者過去へ     | 久城りおん     | 西島圭祐 末田宜史 | 内野明雄 大原大 木下裕孝 Mika WONWOO animation                                   | 村松尚雄 薮本陽輔          | 6月2日        |
| 第10話 | 潜入勇者       | こでらかつゆき | 藤代和也          | 舛舘俊秀 臼井里江 本田敬一                                                       | 伊藤麻耶 薮本陽輔          | 6月9日        |
| 第11話 | 勇者が決闘！   | こでらかつゆき | 有冨興二 唐澤涼太 | 木下裕孝 吉田肇 斎藤梢 香田智樹 大原大 若山政志 鈴木良子                         | 柑原豆真 薮本陽輔 森田実   | 6月16日       |
| 第12話 | 勇者が二人！   | 久城りおん     | 久城りおん        | 薮本陽輔 内野明雄 木下裕孝 森田実 伊藤麻耶                                       | 薮本陽輔                   | 6月23日       |

### 放送局
| 放送期間                | 放送時間                     | 放送局         | 対象地域 | 備考                  |
| ----------------------- | ---------------------------- | -------------- | -------- | --------------------- |
| 2023年4月7日 - 6月23日  | 金曜 1:00 - 1:30（木曜深夜） | TOKYO MX       | 東京都   |                       |
|                         |                              | BS11           | 日本全域 | BS放送 / 『ANIME+』枠 |
| 2023年4月12日 - 6月28日 | 水曜 2:35 - 3:05（火曜深夜） | テレビ北海道   | 北海道   |                       |
| 2023年4月28日 -         | 金曜 0:00 - 0:30（木曜深夜） | ファミリー劇場 | 日本全域 | CS放送                |

| 配信開始日    | 配信時間                   | 配信サイト |
| ------------- | -------------------------- | --- |
| 2023年4月7日  | 金曜 2:00（木曜深夜） 更新 | dアニメストア DMM TV U-NEXT |
| 2023年4月12日 | 水曜 0:00（火曜深夜） 更新 | ABEMA Amazon Prime Video auスマートパスプレミアム バンダイチャンネル FOD Hulu J:COMオンデマンド Lemino milplus TELASA AnimeFesta |

### BD
| 巻  | 発売日        | 収録話         | 規格品番   |
| --- | ------------- | -------------- | ---------- |
| BOX | 2023年8月23日 | 第1話 - 第12話 | PCXP-50981 |

### Webラジオ
- 2023年4月19日より音泉とYouTubeにて『加藤渉・土岐隼一の勇者亡きラジオ』を配信。更新は隔週水曜日。